# Coelichneumon foxleei
Coelichneumon foxleei är en stekelart som beskrevs av Heinrich 1961. Coelichneumon foxleei ingår i släktet Coelichneumon och familjen brokparasitsteklar. Inga underarter finns listade i Catalogue of Life.